# Catasticta marcapita
Catasticta marcapita är en fjärilsart som beskrevs av Johannes Karl Max Röber 1909. Catasticta marcapita ingår i släktet Catasticta och familjen vitfjärilar. Inga underarter finns listade i Catalogue of Life.